# NGC 3513
NGC 3513 је спирална галаксија у сазвежђу Пехар која се налази на NGC листи објеката дубоког неба.
Деклинација објекта је - 23° 14' 39" а ректасцензија 11h 3m 45,8s. Привидна величина (магнитуда) објекта NGC 3513 износи 11,1 а фотографска магнитуда 11,9. Налази се на удаљености од 17,0000 милиона парсека од Сунца. NGC 3513 је још познат и под ознакама ESO 502-14, MCG -4-26-21, UGCA 224, IRAS 11013-2258, PGC 33410.